# Neoplan Megaliner
Neoplan Megaliner — німецький двоповерховий 15-метровий туристичний автобус 5-зіркового комфорту перевезення фірми Neoplan, що виробляється у Штутгарті з 1994 року. Його головною примітною рисою є двохосний поворотний привід коліс. Можливість використання даної машини як туристичний коуч 5*, так і як трейлер для персональних потреб власника.

## Загальний опис

### Технічний опис моделі
Цей автобус оцінюється як 5-зірковий не тільки через зручний та комфортний салон, а і через загальні якості — у довжину він великий навіть як для туристичного автобуса (його довжина — 15 метрів), у ширину становить 2,5—2,7 метра і у висоту досягає 3,9—4,1 метра. Проте, його кузов, що оббитий цинком та щільними сталевими панелями дуже важкий — повна маса становить 29—30 тон. Передок автобуса розділено надвоє — під верхньою частиною сховано склоочисники, на нижній розташовано по 3 фари з поворотними та протитуманними з кожного боку. Верхнє вікно автобуса так само пряме, як і нижнє, щоправда розташовано під нахилом. Автобус має 4 осі. Перші дві (передні) та 4 вісь є поворотними. (див. друге фото). Це було зроблено через величезну вагу кузова без пасажирів (тільки 24 тони). У салон автобуса веде 2 дверей, що розсуваються автоматичним приводом. Прохід першого поверху розташований приблизно на рівні 35 см від дороги а сидіння змонтовано на постаменті, висота якого складає 60 см від поверхні. Сходинки автобуса теж достатньо високі, оскільки рівень розташування другого поверху майже два метри.  В залежності від модифікації автобус може комплектуватися лише одними (в задній частині) або двома сходами (також і в передній частині). Кількість сидінь варіюється в залежності від ступеня комфорту (зірок), кількості сходів, наявності додаткових полиць, кухонного приладдя і може змінюватись від 30 сидінь до 100 і більше для модифікацій міського і приміського сполучення з двома зірками комфорту. Найбільш часто зустрічається місткість 85-95 сидінь.

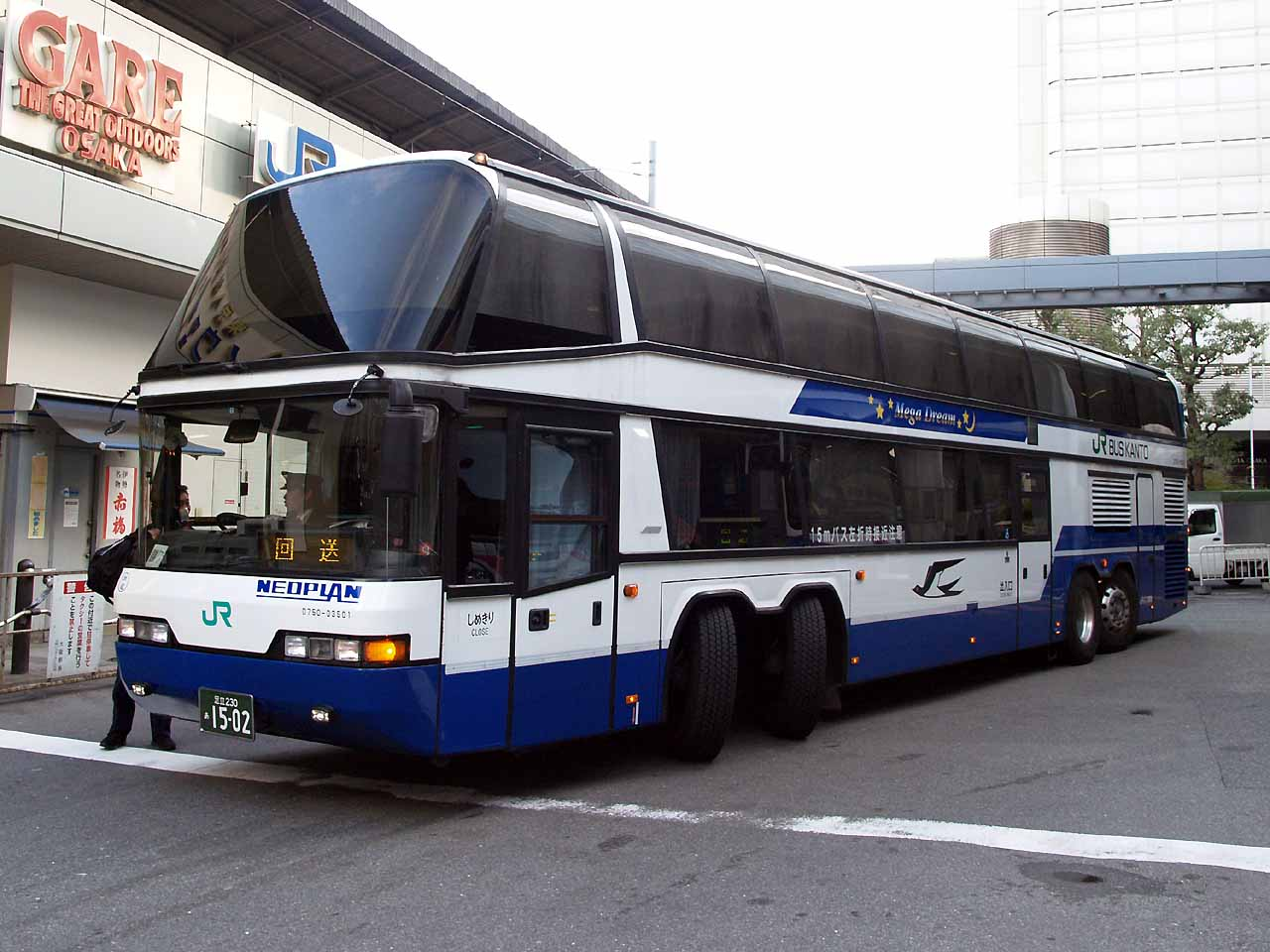
Обидві передні колісні осі здатні повертати

Бампер автобуса відхилений униз, і у автобуса з кожного боку розташовано по 6 габаритних вогнів; 8 фар загально на передку і 10 на задку. Обидва скла панорамні; у автобуса є 3 склоочисники: два сховані знизу і один великий для пасажирів другого поверху. Салон автобуса складається з двох поверхів і може бути виконаний у багатьох стилях. Часто крісла ставляться одинарними  і забезпечують багато місця для пересування. Також можливий варіант розстановки парних крісел одне навпроти одного, зокрема для груп людей. У таких системах також встановлюються цілком зручні та великі журнальні столи, які кріпляться або до стінок автобуса, або до труб, що їх підтримують. Без змін на підвищений комфорт, може бути по 18—26 пар крісел протягом 15-метрового салону, проте зазвичай, крісла розташовуються попарно навпроти, у салоні є чимало вільного місця для додаткової поклажі. Дуже часто, на самому заді салону 15-метрового автобуса робиться кухня з барною стійкою, що має плиту для приготування їжі, тостер, тумби та смітники.
Окрім звичайних LCD-телевізорів, на першому поверсі можуть бути розташовані і додаткові, плазмові. На другому поверсі крісла можуть бути розташовані по-звичайному, або й одинарно, у залежності від замовлення. На другому поверсі розташовано кухню (якщо на першому відсутня), до другого салону ведуть гвинтові сходи; також може бути плита і мікрохвильова піч. Крісло водія відрізняється від пасажирських; приладова дошка виконана як напівторпедо, усі кнопки мають підсвітки та легко читаються. На екранній приладовій панелі розміщено спідометр (максимальна позначка) — 130 км/год; тахометр (максимальна кількість обертів двигуна за хвилину — 3,1 тисяч), розігрів двигуна (до 120 °C) і бензинометр (місткість паливного бака — 600 літрів). Автобус може комплектуватися камерою заднього виду. По усьому салону вмонтовано 3 обдувні люки і плафонове підсвітлення; кондиціонер потужністю 38 кВт і опалення потужністю 40 кВт, що знаходиться на панелях знизу від крісел.

### Переваги
Ця модель автобуса має чимало переваг та відзначається високо підвищеним комфортом:
- крісла можуть замінятися та встановлювати одне навпроти одного
- встановлюються великі журнальні столики, на яких можна тримати речі
- відстань між кріслами велика та комфортна
- при встановленні одинарних крісел прохід стає ширшим та зручнішим
- велика ширина та висота автобуса унеможливлюють тісноту пасажирів на обох поверхах навіть при повному завантаженні до чоловік
- на обох поверхах можуть  розміщуватись туалет, кухня, плазмові телевізори та барні стійки
- міцні тоновані вікна (неклеєні) зменшують шум від двигуна до 15—30 децибел
- пневматична підвіска дозволяє плавно рухатись на будь-якій швидкості
- діє антиблокувальна і антибуксувальні системи руху
- розміри автобуса дають можливість збільшити місткість багажного відсіку до 16м³
- без перезаправлення автобус може рухатися 1200—1500 кілометрів при швидкості 70—80 км/год

## Технічні характеристики

### Конструкція
| Модифікація                                 | Neoplan Megaliner                                            |
| Габарити довж/шир/вис/                      | 15000/2500/4000                                              |
| Колісна база, мм                            | 6100                                                         |
| Колісна формула                             | 8x2 (6 поворотних та привідна вісь з 4-ма спареними колесами |
| Кліренс, мм                                 | 350                                                          |
| Передній звис, мм                           | 3065                                                         |
| Задній звис, мм                             | 3305                                                         |
| Діаметр повороту, мм                        | 24000                                                        |
| Максимальне навантаження на 1/2/3/4 осі, кг | 7100/7100/11500/6090                                         |
| Площа багажного відсіку, м³                 | 16                                                           |
| Кількість коліс, шт                         | 10                                                           |
| Шини                                        | дискові, 295/80 R22,5                                        |
| Споряджена маса, т                          | 24                                                           |
| Повна маса, т                               | 29                                                           |

### Салон
| Тип                                     | двоповерховий                                                                   |
| Висота стелі 1 салону, м                | 1,82                                                                            |
| Висота стелі 2 салону, м                | 1,67                                                                            |
| Загальна пасажиромісткість обох салонів | 85 (4*, 2-є сходів); 90(3* 2-є сходів); 89 (4*, одні сходи);94 (3*, одні сходи) |
| Кількість обдувних люків                | 4                                                                               |
| Додаткові зручності                     | описано докладно вище                                                           |

### Двигун і швидкість
| Кількість передач                                                                    | 8 (9—R)               |
| Коробка передач                                                                      | ZF 8S 180             |
| Кількість циліндрів, шт                                                              | 8                     |
| Двигун                                                                               | Daimler Benz OM 442LA |
| Місткість паливного бака, літри                                                      | 600                   |
| Витрати пального при швидкості 60—70 км/год на 100 км, л                             | 44                    |
| Відстань, яку автобус може проїхати без дозаправлення при швидкості 60—80 км/год, км | 1100—1700             |
| Потужність двигуна, кВт                                                              | 370                   |
| Максимальна швидкість при повному завантаженні, км/год                               | 90                    |
| Максимальна швидкість при порожньому салоні, км/год                                  | 120                   |
| Розгін 0—60 км/год за, с                                                             | 24                    |

## Див.також
- Neoplan Jumbocruiser
- Neoplan Starliner
- Neoplan Tourliner